# Partito Croato dei Diritti dr. Ante Starčević
Il Partito Croato dei Diritti dr. Ante Starčević (Hrvatska stranka prava dr. Ante Starčević, HSP AS) è stato un partito politico croato nazionalista di estrema destra.

## Storia
HSP AS nasce nel 2009, dalla scissione di alcuni dissidenti del Partito Croato dei Diritti, guidati da Ruža Tomašić. HSP AS si rifaceva al leader storico e all'ideologo dell'indipendenza croata Ante Starčević (1823-1896). Nelle elezioni locali del 2011, non ha ottenuto grandi risultati, riuscendo però ad eleggere 3 consiglieri nella città di Vukovar.
In occasioni delle elezioni parlamentari del 2011, HSP AS ha creato una coalizione con il Vero Partito Croato dei Diritti (HČSP). La lista unitaria HSP AS - HČSP ha avuto il 2,8% conquistando 1 seggio, ottenuto da Ruža Tomašić.
Alle elezioni europee del 2013, in coalizione con l'Unione Democratica Croata, elegge la sua leader al Parlamento di Strasburgo. L'alleanza e il seggio sono stati confermati anche per le europee del 2014. Il partito si iscrive al Gruppo dei Conservatori e dei Riformisti Europei.
Nel novembre 2014, Tomašić si è dimessa e ha lasciato il partito in polemica con la segreteria, aderendo al Partito Conservatore Croato.
Il partito si è sciolto nel 2020.

## Parlamentari

### Deputati
- Ruža Tomašić (2011-2013)
- Ivan Šimunović (2013-2015)
- Pero Ćorić (2015-2016)
- Ivan Kirin (2015-2016)
- Ivan Tepeš (2015-2016)

### Europarlamentari
- Ruža Tomašić (VII, VIII; nel 2015 aderisce al Partito Conservatore Croato)

## Risultati
| Elezione          | Elezione                     | Voti coalizione | % coalizione | Seggi   |
| ----------------- | ---------------------------- | --------------- | ------------ | ------- |
| Parlamentari 2011 | Con HČSP                     | 66.150          | 2,81         | 1 / 151 |
| Europee 2013      | Con HDZ - BUZ                | 243.654         | 32,86        | 1 / 12  |
| Europee 2014      | Con HDZ - HSS - BUZ          | 381.844         | 41,82        | 1 / 11  |
| Parlamentari 2015 | Coalizione Patriottica       | 771.070         | 34,64        | 3 / 151 |
| Parlamentari 2016 | Con DESNO - HKDU - HDS - USP | 11.166          | 0,50         | 0 / 151 |
| Europee 2019      | Sovranisti Croati            | 91.546          | 8,52         | 0 / 11  |